# Sadikou Ayo Alao
Sadikou Ayo Alao (* 1943 in Porto-Novo) ist ein beninischer Anwalt.
Alao ist Gründer und Präsident der, seit 1990 bestehenden, Groupe d'Études et de Recherches sur la Démocratie et le Développement Economique et Social en Afrique (GERDDES-Afrique), geschäftsführender Direktor der Organisation Centre international de recherche sur le développement (CIRD), Präsident der Gerrdes-Bank und ein Mitglied des Club of Rome.
1973 schloss Alao sein Studium der Rechtswissenschaften und Kriminologie ab. Alao studierte an der Universität Bordeaux und an der Universität Nizza Sophia-Antipolis. Er arbeitete als Polizeichef und als Dozent für Zivilrecht und Gesellschaftsrecht an der Universität von Benin. Zudem arbeitete er ab 1977 als stellvertretender Leiter der Rechtsabteilung der Afrikanischen Entwicklungsbank.
Alao war Kandidat bei der Präsidentschaftswahl in Benin 2001.